# Amadou M’Baye
Amadou M’Bagnick M’Baye (* 31. Mai 1964) ist ein ehemaliger senegalesischer Leichtathlet, der sich auf den Sprint spezialisiert hat. 1989 wurde er Afrikameister im 100-Meter-Lauf.

## Sportliche Laufbahn
Erste internationale Erfahrungen sammelte Amadou M’Baye vermutlich im Jahr 1987, als er bei der Sommer-Universiade in Zagreb mit 10,90 s im Viertelfinale im 100-Meter-Lauf ausschied. Anschließend schied er bei den Weltmeisterschaften in Rom mit der senegalesischen 4-mal-100-Meter-Staffel mit 40,22 s im Halbfinale aus. Zudem gewann er bei den Afrikaspielen in Nairobi in 39,70 s gemeinsam mit Hamidou Diawara, Charles-Louis Seck und Mamadou Sène die Bronzemedaille hinter den Teams aus Nigeria und Kenia. Im Jahr darauf nahm er an den Olympischen Sommerspielen in Paris teil und schied dort mit 10,45 s im Viertelfinale über 100 Meter aus und wurde mit der Staffel im Vorlauf disqualifiziert. 1989 belegte er bei den Spielen der Frankophonie in Casablanca in 10,32 s den fünften Platz über 100 Meter und anschließend siegte er in 10,60 s bei den Afrikameisterschaften in Lagos. Daraufhin gelangte er bei den Studentenweltspielen in Duisburg mit 10,58 s auf den sechsten Platz über 100 Meter und belegte mit der Staffel in 40,75 s den sechsten Platz. Anschließend wurde er beim IAAF World Cup in Barcelona in 38,81 s Vierter mit der Afrikaauswahl über 4-mal 100 Meter. Im Jahr darauf gewann er bei den Afrikameisterschaften in Kairo mit der Staffel in 40,05 s gemeinsam mit Joseph Diaz, Charles-Louis Seck und Mamadou Dione die Silbermedaille hinter dem nigerianischen Team. 1991 schied er bei den Hallenweltmeisterschaften in Sevilla mit 6,98 s in der ersten Runde im 60-Meter-Lauf aus und im September gewann er bei den Afrikaspielen in Kairo mit der Staffel in 40,00 s gemeinsam mit Edoard Samatey, Joseph Diaz und Charles-Louis Seck die Silbermedaille hinter dem nigerianischen Team. Im Jahr darauf gewann er bei den Afrikameisterschaften in Belle Vue Maurel in 39,60 s gemeinsam mit Seynou Loum, Charles-Louis Seck und Edouard Samatey die Silbermedaille hinter der südafrikanischen Mannschaft. Anschließend nahm er mit der Staffel erneut an den Olympischen Sommerspielen in Barcelona teil und kam dort mit 40,13 s nicht über die Vorrunde hinaus. Daraufhin beendete er seine aktive sportliche Laufbahn im Alter von 28 Jahren.

## Persönliche Bestleistungen
- 100 Meter: 10,32 s (+1,9 m/s), 14. Juli 1989 in Casablanca
  - 60 Meter (Halle): 6,98 s, 8. März 1991 in Sevilla